# Gare de Pougny - Chancy
La gare de Pougny - Chancy est une gare ferroviaire française de la ligne de Lyon-Perrache à Genève (frontière), située sur le territoire de la commune de Pougny, à proximité de la frontière et de la commune de Chancy en Suisse, dans le département de l'Ain et la région Auvergne-Rhône-Alpes.
Elle se dénommait gare de Chancy-Pougny lors de sa mise en service, en 1858, par la Compagnie des chemins de fer de Paris à Lyon et à la Méditerranée (PLM). 
C'est une halte voyageurs de la Société nationale des chemins de fer français (SNCF), desservie par des trains Léman Express.

## Situation ferroviaire
Établie à 356 mètres d'altitude, la gare de Pougny - Chancy est située au point kilométrique (PK) 147,814 de la ligne de Lyon-Perrache à Genève (frontière). Dernière gare française avant la frontière entre la France et la Suisse, elle est située entre les gares ouvertes de Bellegarde (en France) et La Plaine (en Suisse). Avant sa fermeture, la gare de Fort-l'Écluse-Collonges la précédait.

## Histoire
La Compagnie du chemin de fer de Lyon à Genève commence les travaux de la ligne en 1854 peu de temps avant d'entreprendre une fusion avec la Compagnie du chemin de fer de Lyon à la Méditerranée qui elle-même disparaît en 1857 dans sa fusion avec la Compagnie du chemin de fer de Paris à Lyon qui forme la Compagnie des chemins de fer de Paris à Lyon et à la Méditerranée (PLM). Du fait des différents accords de fusion, c'est la compagnie du PLM qui met en service, le 18 mars 1858, la dernière section du chemin de fer de Lyon à Genève qui passe par la gare de Chancy avant d'atteindre la frontière avec la Suisse.
Dans sa séance du 20 avril 1882, le conseil général du département de l'Ain est appelé à soutenir la demande, de modification du nom de la gare, émise par le conseil municipal de Pougny. La commission rappelle qu'il s'agit d'intervertir les noms de communes inclus dans le nom de la gare de Chancy-Pougny sur la ligne de Lyon à Genève. Le premier nom « Chancy » est celui d'une commune du canton de Genève, établie sur la rive gauche du Rhône, le deuxième « Pougny » est celui de la commune française sur lequel la station a été construite. 
Le 12 mai 1878, le conseil municipal de Pougny a décidé d'envoyer un courrier à la Compagnie du PLM pour lui demander ce changement du nom de la gare. Le conseil argumente sur le fait que régulièrement des négociants français, pensant qu'il s'agit d'une gare située en Suisse, envoient leurs marchandises dans la gare de Collonges. Le conseil demande également qu'il soit possible, dans cette gare, de payer les services du chemin de fer avec des billets suisses, ce que la Compagnie a toujours refusé. La Compagnie PLM a répondu qu'elle rejetait cette demande, argumentant sur le fait que la gare est plus rapprochée du village suisse que de son équivalent français et que la gare portant ce nom depuis l'ouverture de la ligne, il lui semblait peu probable qu'une erreur possible à l'origine se renouvelle si longtemps après.
La commission appuie fortement la demande du conseil municipal, en indiquant que le hameau du Cret est plus proche de la gare que le village Suisse et que lors de la guerre de 1870 les autorités militaires, ignorant son existence, demandaient que les approvisionnements envoyés à l'armée de l'Est soient regroupés en gare de Collonges. Elle rappelle également que les chemins d'accès étaient très mauvais et que la compagnie refuse toujours le déplacement de la gare. Elle demande au conseil de soutenir également l'acceptation des billets suisses, car cela faciliterait l'écoulement des fabriques de tuiles et briques installées sur la commune. Le vœu du Conseil général est adressé au Ministre par le préfet dans un courrier du 16 mai 1882.
Dans un courrier du 8 juin 1883, le Ministre des Travaux publics informe le Préfet de l'acceptation du changement de nom par la Compagnie du PLM. La gare de Chancy - Pougny devient donc la gare de Pougny - Chancy.
Elle figure dans la nomenclature 1911 des gares, stations et haltes, de la Compagnie des chemins de fer de Paris à Lyon et à la Méditerranée sous l'appellation Pougny-Chancy. Elle porte le no 27 de la section de Culoz à Genève. Elle dispose du service complet de la grande vitesse (GV), « à l'exclusion des chevaux chargés dans des wagons-écuries s'ouvrant en bout et des voitures à 4 roues, à deux fonds et à deux banquettes dans l'intérieur, omnibus, diligences, etc. »  et du service complet de la petite vitesse (PV) avec la même limitation.
La mise en place du RER Genève-Cornavin - Bellegarde, en septembre 2001, a porté la desserte de la gare à 11 trains par jour, 5 vont vers Bellegarde et 6 vers Genève
La gare est desservie depuis le 15 décembre 2019 par la ligne L6 du Léman Express.

## Fréquentation
Selon les estimations de la SNCF, la fréquentation annuelle de la gare s'élève aux nombres indiqués dans le tableau ci-dessous.
| Année               | 2023  | 2022  | 2021  | 2020  | 2019  | 2018  | 2017  | 2016  | 2015  |
| ------------------- | ----- | ----- | ----- | ----- | ----- | ----- | ----- | ----- | ----- |
| Nombre de voyageurs | 3 133 | 3 911 | 4 053 | 4 243 | 6 067 | 5 158 | 3 988 | 3 502 | 2 128 |

## Service des voyageurs

### Accueil
Halte SNCF, c'est un point d'arrêt non géré (PANG) à entrée libre.

### Desserte
La gare est desservie par le train Léman Express L6 reliant la gare de Genève-Cornavin à celle de Bellegarde (France).
L'appellation TER Auvergne-Rhône-Alpes est abandonnée au profit de Léman Express et de l'indice de ligne définitif dès le 9 décembre 2018 : L6 (Genève-Bellegarde).

### Intermodalité
Un parc pour les vélos et un parking pour les véhicules sont aménagés. La gare est le terminus de la ligne 40 des Transports publics genevois qui fait le lien avec Lancy, en périphérie de Genève. La gare est aussi desservie par la ligne « Gare » du transport à la demande du Pays de Gex.